# Загорье (Сланцевский район)
Загорье — деревня в Старопольском сельском поселении Сланцевского района Ленинградской области.

## История
Впервые упоминается в писцовых книгах Шелонской пятины 1498 года, как деревня Загорье в даче Сумерской волости в Сумерском погосте Новгородского уезда.
Деревня Загорье обозначена на карте Санкт-Петербургской губернии Ф. Ф. Шуберта 1834 года.

ЗАГОРЬЯ — деревня принадлежит Татаринову, чиновнику 8-го класса, число жителей по ревизии: 59 м. п., 67 ж. п. (1838 год)

Деревня Загорье отмечена на карте профессора С. С. Куторги 1852 года.

ЗАГОРЬЯ — деревня господина Шкляревича, по просёлочной дороге, число дворов — 20, число душ — 58 м. п. (1856 год)

ЗАГОРЬЕ — деревня владельческая при колодце, число дворов — 20, число жителей: 55 м. п., 79 ж. п. (1862 год) 

В XIX — начале XX века деревня административно относилась к Ложголовской волости 2-го земского участка 1-го стана Гдовского уезда Санкт-Петербургской губернии.
Согласно Памятной книжке Санкт-Петербургской губернии 1905 года деревня входила в Ложголовское сельское общество.
С марта 1917 года деревня находилась в составе Ложголовской волости Гдовского уезда.
- Деревня Загорье на карте 1919 года

С марта 1922 года, в составе Загорского сельсовета Кингисеппского уезда.
С февраля 1924 года, в составе Ложголовского сельсовета Ложголовской волости.
С августа 1927 года, в составе Осьминского района.
В 1928 году население деревни составляло 151 человек.
С 1930 года, в составе Кингисеппского района.
По данным 1933 года деревня Загорье входила в состав Ложголовского сельсовета Кингисеппского района.
С 1940 года, в составе Сланцевского района.
С 1 августа 1941 года по 31 января 1944 года, германская оккупация.
В 1958 году население деревни составляло 98 человек.
С 1963 года, вновь в составе Кингисеппского района.
По состоянию на 1 августа 1965 года деревня Загорье входила в состав Ложголовского сельсовета Кингисеппского района. С ноября 1965 года, вновь в составе Сланцевского района.
По данным 1973 года деревня Загорье входила в состав Ложголовского сельсовета.
По данным 1990 года деревня Загорье входила в состав Старопольского сельсовета.
В 1997 году в деревне Загорье Старопольской волости проживал 31 человек, в 2002 году — 47 человек (русские — 98 %).
В 2007 году в деревне Загорье Старопольского СП проживал 21 человек, в 2010 году — 22 человека.

## География
Деревня расположена в северо-восточной части района на автодороге 41К-188 (Гостицы — Большая Пустомержа).
Расстояние до административного центра поселения — 18 км.
Расстояние до ближайшей железнодорожной станции Веймарн — 30,5 км.

## Демография
| 1862 | 2007 | 2010 | 2017 |
| ---- | ---- | ---- | ---- |
| 134  | ↘21  | ↗22  | ↗23  |

## Улицы
Долгая Мельница.